# 한상범
한상범(韓相範, 1936년 9월 26일~2017년 10월 15일)은 동국대학교 명예교수로, 의문사진상규명위원회 위원장이었다.

## 약력
- 송도고등학교
- 동국대학교 법과대학 졸업
- 동국대학교 대학원 법학과 석사, 박사 졸업
- 불교인권위원회 공동대표
- 정의로운 사회를 위한 시민운동 협의회 공동대표
- 대통령 직속 의문사진상규명위원회 위원장
- 민족문제연구소 소장

## 논란

### 카다피 인권상 수상자 선정
- 2003년 불교인권위원회 공동대표로서 리비아 아랍 자마히리야의 군인 출신 독재자 카다피를 제국주의자들과의 투쟁에 헌신했다는 이유로 불교인권상 수상자로 선정하는 행위로 논란 거리가 되었다.[1] 카다피는 이후 2011년에 미국과 프랑스가 리비아를 침공하고 프랑스와 미국의 지원을 받은 색깔혁명에 의해 사망했다.

- 2002년 9월 의문사진상규명위원회 위원장으로 비전향 장기수 변형만·김용성씨 등 간첩 2명에 대해 "민주화운동 관련성이 있다."라고 결정하였다. 이에 대해 국무총리 직속기관인 민주화운동보상심의위원회가 "간첩은 민주화운동 관련자라고 인정할 수 없다."라고 뒤집었다.

## 주요 저서
- 현대법의 역사와 사상 (나남, 2001년)
- 살아있는 우리 헌법 이야기 (삼인, 2005년) (헌법이야기, 현암사, 1997.의 개정판)
- 일제잔재 청산의 법이론 (푸른세상, 2000년)
- 한국의 법문화와 일본제국주의의 잔재 (교육과학사, 1994년)
- 인권과 권력 (홍성사, 1983년)
- 이것이 헌법이다 (홍성사, 1982년)
- 각주 헌법입문 (법지사, 1988년)(이것이 헌법이다, 홍성사, 1982년.와 비슷한 형식으로 개정판의 성격. 단, 홍성사 책에는 헌정사 부분에 그림자료가 많다.)
- 헌법 (일신사, 1968년)
- 법학개론 (법문사, 1981년)
- 기본적 인권 (정음사, 1985년)
- 현대인권론 (동국대학교출판부, 1988년)
- 관료주의와 기본적 인권 (교육과학사, 1992년)
- 인권수첩 (현암사, 1999년)
- 금서, 세상을 바꾼 책 (이끌리오, 2004년)
- 박정희와 친일파의 유령들 (삼인, 2006년)
- 박정희 역사 법정에 세우다 (푸른세상, 2001년)
- 전두환체제의 나팔수들 (패스앤패스, 2004년)
- 사상을 벌주는 나라 (패스앤패스, 2003년)
- 한자숭배, 나라 망친다 (푸른세상, 1999년)
- 우리사회의 일제잔재를 본다 (푸른세상, 2001년)
- 화 있을진저 너희들 법률가여 (패스앤패스, 2004년)
- 법률용어사전 (법전출판사, 2000년)

### 번역서
- 몽테스키외 - 법의 정신 (신화사, 세계사상전집 4권, 1983년)
- 자크 엘룰 - 법의 신학적 기초 (대한기독교서회, 1985년)
- 마키아벨리 - 군주론 (정음사, 1976년)
- 간디 - 간디 자서전 (대양신서, 세계사상대전집 30권, 1972년)